# Station Vemb
Station Vemb is een spoorwegstation in het Deense Vemb. Het station ligt aan de lijn Esbjerg - Struer en aan de lijn Vemb - Lemvig. De private lijn naar Lemvig had in het verleden een eigen station, maar dat werd in 1959  gesloten. Sindsdien rijden de treinen uit Lemvig door naar het DSB-station.